# Miklós Gaál
Miklós Gaál (Celldömölk, 13 maggio 1981) è un ex calciatore ungherese, di ruolo difensore.